# Ariane-Klasse
Die Ariane-Klasse war eine mittlere U-Boot-Schiffsklasse der französischen Marine. In der damaligen französischen Typklassifikation handelte es sich um Boote der Klasse 2. Zwischen 1923 und 1929 wurden vier Boote bei Chantier Augustin Normand in Le Havre gebaut. Die Klasse wird auch als 600-Tonnen-Typ B bezeichnet.
Die Nymphe wurde 1938 verschrottet. Eurydicé fuhr im Zweiten Weltkrieg für Vichy-Frankreich. Die anderen beiden Boote wurden nach der französischen Kapitulation im Oktober 1940 in Französisch-Nordafrika deaktiviert. Nach der angloamerikanischen Landung in Nordafrika und dem folgenden deutschen Einmarsch in Südfrankreich wurden alle drei Boote im November 1942 in Nordafrika und in Toulon selbstversenkt. Ein Boot wurde anschließend von den Italienern gehoben.

## Einheiten
| Kennung | Name     | Bauwerft                       | Kiellegung     | Stapellauf         | Indienststellung  | Verbleib |
| ------- | -------- | ------------------------------ | -------------- | ------------------ | ----------------- | --- |
| Q 122   | Ariane   | Ch. Augustin Normand, Le Havre | 6. August 1923 | 6. August 1925     | 1. September 1929 | im Oktober 1940 in Oran deaktiviert, am 9. November 1942 in Oran selbstversenkt.                                                                       |
| Q 130   | Eurydicé | Ch. Augustin Normand, Le Havre | 18. April 1924 | 31. Mai 1927       | 1. September 1929 | am 27. November 1942 in Toulon selbstversenkt, anschließend von den Italienern gehoben. Am 22. Juni 1944 von alliierten Flugzeugen in Toulon versenkt. |
| Q 131   | Danaé    | Ch. Augustin Normand, Le Havre | 18. April 1924 | 11. September 1927 | 1. September 1929 | im Oktober 1940 in Oran deaktiviert, am 9. November 1942 in Oran selbstversenkt.                                                                       |
|         | Nymphe   | Ch. Augustin Normand, Le Havre |                |                    |                   | 1938 verschrottet |